# Malhação 2019
A vigésima sétima e última temporada da série de televisão brasileira Malhação foi produzida pela TV Globo e exibida de 16 de abril de 2019 a 3 de abril de 2020, em 253 capítulos. Escrita por Emanuel Jacobina, com colaboração de Cláudio Lisboa, Márcio Wilson, Bíbi Da Pieve, Jô Abdu e Alice Gomes, sob a direção de Cadu França, Tila Teixeira, Pedro Labarthe, Felipe Louzada e Marcelo Zambelli, direção artística de Adriano Melo e supervisão  artística de Carlos Araújo.
Conta com Alanis Guillen, Palomma Duarte, Joaquim Lopes, Pedro Novaes, Mariana Santos, Dora de Assis, Danilo Maia, Henri Castelli nos papéis centrais.
Foi a última temporada inédita a ser exibida pela TV Globo, já que em 28 de setembro de 2021, é anunciado o fim da produção de Malhação, ocasionando no cancelamento definitivo das produções de Malhação: Transformação, que originalmente seria a sua substituta, mas teve as gravações suspensas por conta da pandemia de COVID-19, e de Malhação: Eu Só Quero é Ser Feliz, uma temporada de autoria de Eduardo e Marcos Carvalho, que já havia entrado em produção, porém foi cancelada com o anúncio do fim do seriado. Em 6 de abril de 2020, uma reapresentação de Malhação: Viva a Diferença (2017—18) entrou no horário como sua substituta. Após o término da reprise de Malhação Sonhos em 28 de janeiro de 2022, o horário foi preenchido pela extensão da sessão Vale a Pena Ver de Novo.

## Produção
Toda Forma de Amar marca o retorno do autor Emanuel Jacobina ao seriado após duas temporadas seguidas, Malhação: Seu Lugar no Mundo (exibida entre 2015 e 2016) e Malhação: Pro Dia Nascer Feliz (exibida entre 2016 e 2017), que foram duramente criticadas pela abordagem de temas delicados de forma prejudicial, entre outros erros, na primeira uma personagem começava a tomar coquetel antirretroviral após bater a cabeça com um rapaz com HIV, banalizando a forma de transmissão do vírus; já na segunda duas irmãs se livravam do assédio sexual que sofriam do padrasto jogando um balde de tinta no agressor, o qual inexplicavelmente foi embora deixando-as em paz, contribuindo negativamente para a forma como crianças e adolescentes deveriam lidar com a situação.
Em agosto de 2018, a direção da TV Globo pediu ao autor para escrever uma nova sinopse para o seriado. A decisão veio após a temporada anterior, Malhação: Vidas Brasileiras (exibida entre 2018 e 2019), que apostou em um tipo de refilmagem do seriado canadense 30 vies, ter sido intensamente criticada pela forma superficial com que os temas eram abordados, refletindo na perda da liderança da audiência em determinados capítulos. Em 19 de março de 2019, as primeiras prévias foram divulgadas através das redes sociais da emissora.

### Escolha do elenco
O ator Danilo Mesquita foi convidado para interpretar o protagonista, porém o ator preferiu aceitar o convite da Netflix para integrar o elenco do seriado Spectros e seguindo depois para Éramos Seis. Para a temporada, foram contratados diversos atores que estavam há anos na RecordTV, incluindo Paloma Duarte, Roger Gobeth, Roberto Bomtempo, além de Rosanne Mulholland, que havia sido reprovada nos testes para Topíssima. Também foram inclusos no elenco diversos filhos de outros atores: Pedro Novaes é filho de Letícia Spiller e Marcello Novaes; Giulia Bertolli é filha de Lília Cabral; Caian Zattar é filho de Licurgo Spinola; Dora de Assis é filha da atriz teatral Lucília de Assis; Ana Clara Winter é filha de Paloma Duarte e Marcos Winter; e André Matarazzo é filho de Daniela Escobar e do diretor Jayme Monjardim.
Em julho de 2019, após avaliação dos problemas na trama, Benjamin Damini foi dispensado do elenco, enquanto Rômulo Arantes Neto e Jade Cardozo entraram em seu lugar como os antagonistas, disputando os protagonistas.

### Suspensão e fim da trama
Devido a pandemia de COVID-19 no Brasil todas as gravações de telenovelas da TV Globo foram suspensas, o que causou o encerramento de Malhação: Toda Forma de Amar um mês antes do previsto inicialmente, tendo diversas cenas cortadas e o texto alterado para que tudo pudesse terminar dentro do novo prazo estipulado. Cumprindo todas as normas do Ministério da Saúde para evitar aglomerações, apenas os atores Alanis Guillen e Pedro Novaes gravaram as últimas cenas, onde a protagonista contava o que ocorreu na vida dos demais personagens enquanto flashbacks de cenas anteriores eram mostradas, sendo que ambos não puderam se tocar e tiveram que ficar distantes um do outro como forma de prevenção.

## Enredo
Aos 15 anos, Rita (Alanis Guillen) teve sua filha recém-nascida dada para adoção por seu pai por falta de condições financeiras para criá-la, mentindo que a bebê não havia resistido ao parto. Dois anos depois, quando o seu pai falece, a Rita descobre que a sua filha está viva e foi adotada pelo rico casal Lígia (Palomma Duarte) e Joaquim (Joaquim Lopes), entrando na justiça para conseguir a guarda da criança e criando um embate entre a mãe biológica e a adotiva. Rita vai morar com a sua madrinha, Carla (Mariana Santos), mãe de Raíssa (Dora de Assis) e Thiago (Danilo Maia), porém os três adolescentes são testemunhas de um crime junto com Jaque (Gabz), Anjinha (Caroline Dallarosa) e Guga (Pedro Alves), quando milicianos sequestram um homem na van em que estavam. Os garotos criam um grupo no Whatsapp intitulado "DeuRuim" para discutir se devem relatar o caso à polícia e formam um laço de proteção e amizade.
Anjinha é uma jogadora de futebol que luta por espaço num esporte machista e vive um romance proibido com Cléber (Gabriel Santana), uma vez que o pai dela não aprova. Guga começa descobrir a sua homossexualidade e se interessa por Serginho (João Pedro Oliveira), o que irrita a sua melhor amiga, Meg (Giulia Bertolli), que se apaixonou por ele depois de transarem por uma noite. Sonhando em se tornar cantora, Raíssa não tem apoio da mãe, que deseja que ela se forme em direito e seja uma advogada, encontrando apoio para viver secretamente de música em Camelo (Ronald Sotto), embora nem desconfie que a sua amiga Nanda (Gabriella Mustafá) a inveje e mine os seus planos. Thiago é retraído e introspectivo, encontrando a sua voz ativa ao se relacionar com Jaque. Ela é uma campeã de muay thai que busca ser reconhecida pelo pai biológico, o médico César (Tato Gabus Mendes), que a esconde por ela ser fruto de um caso com a ex-empregada Vânia (Olívia Araújo), se aproximando da filha dele, Milena (Giovanna Rispoli), sem que ela saiba o motivo.
A vida de Rita vira de cabeça para baixo quando ela se apaixona por Filipe (Pedro Novaes), filho do casal que adotou a sua filha recém-nascida, gerando um embate maior com Lígia e gerando o ódio de Leila (Jade Cardozo), que também se apaixona pelo rapaz. Além disso, Rita também tem que lidar com a aparição de Rui (Rômulo Arantes Neto), o pai biológico de sua filha, que pode ajudá-la na missão de reconquistar a guarda da menina. Já Carla batalha para sustentar os filhos, ajudar Rita e lidar com os romances mal resolvidos com Madureira (Henri Castelli), instrutor da ONG de muay thai, e Marco (Júlio Machado), policial que investiga o crime testemunhado pelos seis.

## Elenco
| Intérprete          | Personagem                                                   |
| ------------------- | ------------------------------------------------------------ |
| Alanis Guillen      | Rita Gomes Moraes                                            |
| Pedro Novaes        | Filipe Pinheiro Henriques                                    |
| Caroline Dallarosa  | Angela Mello dos Santos (Anjinha)                            |
| Gabriel Santana     | Cléber Braga                                                 |
| Gabz                | Jaqueline Pereira Nobre                                      |
| Rômulo Arantes Neto | Rui Guedes                                                   |
| Jade Cardozo        | Leila Ferreira                                               |
| Danilo Maia         | Thiago Monteiro Paixão                                       |
| Pedro Alves         | Gustavo Andrade Fonseca (Guga)                               |
| João Pedro Oliveira | Sérgio Antunes Viana (Serginho)                              |
| Dora de Assis       | Raíssa Monteiro Paixão                                       |
| Gabriella Mustafá   | Fernanda Silveira Maranhão (Nanda)                           |
| Benjamin Damini     | Marta Magalhães (Martinha)                                   |
| André Matarazzo     | Marcos Lima (Marquinhos)                                     |
| Giovanna Rispoli    | Milena Nobre                                                 |
| João Fernandes      | Tadeu Aguiar                                                 |
| Palomma Duarte      | Lígia Pinheiro Henriques                                     |
| Joaquim Lopes       | Joaquim Henriques                                            |
| Henri Castelli      | Carlos Madureira                                             |
| Mariana Santos      | Carla Paixão                                                 |
| Júlio Machado       | Major Marco Rodrigo dos Santos                               |
| Christine Fernandes | Karina Nobre                                                 |
| Tato Gabus Mendes   | Dr. César Nobre                                              |
| Rosanne Mulholland  | Lara Pinheiro                                                |
| Giulia Bertolli     | Meg Peixoto                                                  |
| Ronald Sotto        | Marlos Antunes Viana (Camelo)                                |
| Caian Zattar        | Arthur Rabelo (Tatoo)                                        |
| John Buckley        | Beto                                                         |
| Thiago Genini       | Bill Clinton                                                 |
| Roberto Bomtempo    | Max Fonseca                                                  |
| Karine Teles        | Regina Fonseca                                               |
| Hugo Moura          | Daniel                                                       |
| Fhelipe Gomes       | Diego                                                        |
| Olívia Araújo       | Vânia Pereira                                                |
| Roger Gobeth        | Capitão Luiz Peixoto                                         |
| Ana Miranda         | Margarida Antunes Viana                                      |
| Quitéria Kelly      | Neide Castilho                                               |
| André Ramiro        | Celso                                                        |
| Valquíria Ribeiro   | Juíza Marina Moura                                           |
| Lavínia Miranda     | Carolina Pinheiro Henriques (Nina) / Ana Gomes Moraes Guedes |

### Participações especiais
| Intérprete          | Personagem           |
| ------------------- | -------------------- |
| Joelson Medeiros    | Genival Lopes Moraes |
| Tony Nogueira       | Cauã Fernandes       |
| Junno Andrade       | Dr. Carlos Viana     |
| Milton Gonçalves    | Juiz Douglas         |
| Anja Bittencourt    | Isaura do Nascimento |
| Ana Carbatti        | Lúcia Silva          |
| Nelson Freitas      | Montenegro           |
| Ricardo Martins     | Rugieri              |
| Hugo Resende        | Petrônio             |
| Gláucio Gomes       | Juarez               |
| José Augusto Branco | Padre Lucas          |
| Duda Santos         | Paula                |
| Ludmilla            | Ela mesma            |
| Fernanda Gentil     | Ela mesma            |
| Fabiana Karla       | Ela mesma            |
| Érico Brás          | Ele mesmo            |
| Lellê               | Ela mesma            |
| Sophia Abrahão      | Ela mesma            |

## Audiência
Malhação: Toda Forma de Amar estreou com 18,4 pontos, representando um aumento de meio ponto em relação ao primeiro capítulo da antecessora, Vidas Brasileiras. Em 23 de abril de 2019, atingiu 19 pontos. Em 4 de julho de 2019, atingiu 21 pontos. Em 19 de agosto de 2019, atingiu 22 pontos. Em 7 de outubro de 2019, atingiu 23,3 pontos. Em 31 de dezembro de 2019, registrou sua menor média com 13 pontos. Em seu último capítulo, marcou 23,4 pontos, o melhor resultado em 4 anos, embalado pelo fato da pandemia de COVID-19 no Brasil ter mantido as pessoas em casa e, consequentemente, elevado a audiência de toda a emissora. Teve média geral de 18 pontos, dois a mais que a temporada anterior.

## Trilha sonora
Capa: Alanis Guillen e Pedro Novaes caracterizados como Rita e Felipe
| Fontes: | Fontes:                   | Fontes:                         | Fontes: |
| Nº      | Título                    | Intérprete(s)                   | Duração |
| ------- | ------------------------- | ------------------------------- | ------- |
| 1       | "Paula e Bebeto"          | Iza part. Milton Nascimento     | 2:09    |
| 2       | "Beijo"                   | Nina Fernandes                  | 3:00    |
| 3       | "Vingança"                | Luan Santana part. Mc Kekel     | 3:07    |
| 4       | "Você Precisa de Alguém"  | Jota Quest part. Marcelo Falcão | 3:56    |
| 5       | "A Cor é Rosa"            | Silva                           | 3:48    |
| 6       | "Kaça"                    | Karol Conká                     | 3:06    |
| 7       | "Toda Vez"                | Maria Bomani                    | 2:27    |
| 8       | "Hoje Eu Decidi"          | Marcelo Falcão                  | 5:30    |
| 9       | "Rap é Compromisso"       | Sabotage part. Negra Li         | 4:25    |
| 10      | "Casa"                    | Emicida                         | 4:02    |
| 11      | "Amor é Isso"             | Erasmo Carlos                   | 4:28    |
| 12      | "Ensaio Sobre a Cegueira" | Diogo Mirandela                 | 4:54    |
| 13      | "Baby Don't Go Away"      | Ana Lélia                       | 3:22    |
| 14      | "Eu Só Preciso Ser"       | Sandy part. Iza                 | 3:02    |

### Canções não-incluídas
- "Memories" - Maroon 5 (Capítulo 253, cena final)
- "A Voz e o Violão" - Projota
- "Bam Bam Bam!" - Jade Baraldo
- "Bem Te Vi" - Vitor Kley e Kell Smith
- "Casa" - Baleia
- "Dame Mais" - Tropkillaz, Rincon Sapiencia e Clau
- "Gosto de Você" - Rodrigo Lorio e Diskover
- "Juramento do Dedinho" - Mano Walter

- "Manhã de Sol (Acústico)" - Bashkar e 3030
- "Meu Deus" - 3030
- "N" - Nando Reis part. Anavitória

- "O Caderno" - Toquinho

- "Ouvi Dizer" - Melim

- "Serei Luz" - Natiruts part. Thiaguinho
- "Valente" - Mc Tha
- "Zé do Caroco" - Canto Cego
- "Set to Attack" - Albert Hammond Jr.
- "Shotgun" - George Ezra

- "The Way You Used to Do" - Queens of the Stone Age
- "Dilema" - Malía e Jão

## Prêmios e indicações
| Ano  | Prêmio                 | Categoria               | Indicação                     | Resultado | Ref.   |
| ---- | ---------------------- | ----------------------- | ----------------------------- | --------- | ------ |
| 2019 | Meus Prêmios Nick      | Artista de TV Masculino | Pedro Novaes                  | Indicado  | [ 52 ] |
| 2019 | Meus Prêmios Nick      | Revelação do Ano        | Gabriel Santana               | Indicado  | [ 52 ] |
| 2019 | Prêmio F5              | Atriz/Ator Revelação    | Pedro Novaes                  | Indicado  | [ 53 ] |
| 2019 | Prêmio Contigo! Online | Revelação da TV         | Alanis Guillen                | Indicado  |        |
| 2019 | Prêmio Contigo! Online | Melhor Par Romântico    | Alanis Guillen e Pedro Novaes | Indicado  |        |
| 2020 | Prêmio Contigo! Online | Revelação da TV         | Pedro Novaes                  | Indicado  |        |
| 2020 | Prêmio Contigo! Online | Revelação da TV         | André Matarazzo               | Indicado  |        |